# 切尔奈尔哈佐道莫尼奥
切尔奈尔哈佐道莫尼奥，是匈牙利沃什州所辖的一个村，总面积7.85平方公里，总人口196，人口密度25.0人/平方公里（2010年1月1日）。